# Rubidium 82
table
Le rubidium 82, noté 82Rb, est l'isotope du rubidium dont le nombre de masse est égal à 82 : son noyau atomique compte 37 protons et 45 neutrons avec un spin 1+ pour une masse atomique de 81,918 21 g/mol. Il est caractérisé par un excès de masse de −76 188 keV et une énergie de liaison nucléaire par nucléon de 8 647,4 keV. C'est un radioisotope de demi-vie 1,257 min qui donne du krypton 82 par désintégration β+ :
82
37Rb ⟶ 82
36Kr + e+ + νe.
Émetteur de positrons chimiquement semblable au potassium, sous lequel il se trouve dans le tableau périodique des éléments, le rubidium 82 peut être employé en scintigraphie myocardique car il est absorbé rapidement par les cellules du myocarde en empruntant la pompe sodium-potassium (Na+/K+-ATPase), ce qui le rend utile pour localiser une ischémie par tomographie par émission de positrons : il entre rapidement dans le myocarde en fonction du flux sanguin, ce qui accroît l'activité β+ des cellules viables tandis que les tissus nécrosés ou victimes d'infarctus acquièrent peu d'activité β+. 82Rb est produit et distribué par l'industrie pharmaceutique sous forme de chlorure de rubidium 82 82RbCl.
Le rubidium 82 est obtenu à partir du strontium 82 par capture électronique avec une demi-vie de 25,35(3) jours :
82
38Sr + e− ⟶ 82
37Rb + νe.
Le strontium 82 est synthétisé dans des accélérateurs et adsorbé sur du dioxyde d'étain SnO2 dans une colonne blindée au plomb qui permet de produire des solutions de chlorure de rubidium. Les réactions employées industriellement sont 85Rb (p, 4n), voire natRb (p, xn) avec du chlorure de rubidium naturel, bien qu'il en existe d'autres, telles que Y (p, spallation) à partir d'oxyde d'yttrium(III) Y2O3 ou encore Mo (p, spallation) à partir de molybdène métallique.
La PET au 82Rb donne des images comparables à celles obtenues par tomographie par émission monophotonique car il s'agit d'un radiotraceur extractible. L'acquisition doit être rapide en raison de la demi-vie relativement brève de cet isotope, ce qui limite également la dose de radiations reçue par le patient. C'est un outil de mesure de la réserve coronaire qui permet d'affiner le pronostic. L'intérêt du 82Rb est sa disponibilité rapide dans les services de médecine nucléaire, qui peuvent l'obtenir en 10 minutes par élution à partir d'une colonne de 82Sr et administrer de 10 à 15 doses par jour. Il offre une meilleure définition des images que la tomoscintigraphie par émission monophotonique au technétium 99m et permet d'asseoir un diagnostic même avec des patients dont la condition physique ne permet pas de réaliser d'épreuve d'effort. Le principal inconvénient du 82Rb est son prix élevé, ainsi que la relative rareté des équipements relatifs à cette technologie, notamment les appareils d'imagerie TEP spécifiques, particulièrement dans les régions dépourvues d'accélérateurs de protons produisant du 82Sr — en 2010, ces derniers ne se trouvaient qu'aux États-Unis, au Canada, en Russie et en Afrique du Sud.